# Afobaka
Afobaka, ook Affobakka, is een dorp in het district Brokopondo in Suriname. De plaats is bekend door de stuwdam (Afobakadam) in de rivier Suriname, waardoor het Brokopondostuwmeer ontstond. De stuwdam is 12 kilometer lang. Afobaka is verbonden met de plaats Paranam door de Avobakaweg, een 75 kilometer lange asfaltweg. Er bevindt zich een vakantiepark met vakantiehuisjes en een zwembad in de buurt, dat onderdeel uitmaakt van Suriname Aluminium Company.
In de buurt van Afobaka bevindt zich de Afobaka Airstrip met een verbinding naar Zorg en Hoop Airport in Paramaribo.